# Vadomário
Vadomário (em latim: Vadomarius) foi um rei alamano dos brísgavos ativo durante a segunda metade do século IV. É citado pela primeira vez em 354 quando, ao lado de seu irmão Gundomado, realizou incursões nos domínios romanos na Gália e foi atacado pelo imperador Constâncio II (r. 337–361). Em 356, conseguiram chegar a um acordo de paz com o imperador e no ano seguinte, com a morte de Gundomado, os soldados do rei morto e os dele atacaram o Império Romano em seu consentimento.
No mesmo ano, Constâncio II secretamente convenceu Vadomário a atacar a Gália e manter o césar Juliano ocupado. Ele invadiu, ao lado de Conodomário, a Récia romana. Em 359, fez a paz com Juliano e tentou conseguir termos de paz para os reis alamanos Úrio, Ursicino e Vestralpo. Em 361, Vadomário lançou um ataque inesperado à Récia, mas foi capturado por Juliano e enviado para a Hispânia. Segundo Eunápio, seu filho Viticábio permaneceu com Juliano como refém.
Após 361, Vadomário tornou-se duque de Fenice. Em 364/365, durante o reinado do imperador Valente (r. 364–378), foi enviado a Niceia para retomá-la do usurpador Procópio (r. 365–366) Posteriormente, em 371, foi enviado em uma expedição com Trajano contra o Império Sassânida próximo a Vagabanta.